# Hovedorganisationen for Personel af Reserven i Danmark
Hovedorganisationen for Personel af Reserven i Danmark (HPRD) er interesse- og fagorganisation for alt personel af reserven i det danske forsvar, inkl. Beredskabet og Hjemmeværnet.
Foreningen blev dannet i 1920:65 som Foreningen af Reservens Faste Officerer og har hjemsted i København. I dag har foreningen omtrent 1200 medlemmer hvoraf cirka én tredjedel er under 30. I 1960'erne var der mere end 3000 medlemmer dalende til omkring 2500 i 2003.
Den 5. september, på Flagdag for Danmarks udsendte, 1944 blev Reserveofficersforeningens bestyrelse anholdt af Gestapo. Alle blev løsladt efter en måned undtagen sekretær løjtnant F. Castenskiold-Benzon, som først blev løsladt efter Danmarks befrielse. De fleste fortsatte deres nu illegale arbejde mod besættelsen.
Foreningen blev meddelt forhandlingsret den 20. april 1922 og har senest forhandlet overenskomst i 2021.
Foreningens Protektor er siden april 2004 H.K.H. Prins Joachim.

## Formål
Foreningens selverklærede formål er at virke til gavn for Danmarks forsvar. Ved at virke for opretholdelsen af et effektivt korps af personel af reserven af den fornødne størrelse og kvalitet under Forsvarsministeriet er der en tråd tilbage til det der også var foreningens oprindelige formål, nemlig at organisere forholdene for de såkaldte faste reserveofficerer, modsat for de officerer der var en del af den altomfattende krigsreserve.
Foreningen ønsker at opretholde en relevant militær- og beredskabsmæssig kapacitet, der hviler på almindelig værnepligt, ligesom foreningen igennem kursusvirksomhed og faglige bidrag til den offentlige debat ønsker at virke for en troværdig dansk forsvars- og sikkerhedspolitik.
HPRD varetager medlemmernes faglige og kollegiale interesser gennem samarbejde med Forsvarsministeriets myndigheder om reservens vilkår, samt gennem samarbejde med andre personelorganisationer indenfor Forsvarsministeriets område og andre forsvarsvenlige organisationer i ind- og udland.
Foreningen ledes af en bestyrelse der fokuserer på strategi, politik, myndigheds- og internationalt samarbejde og er organiseret i 9 kredse, der især varetager det lokalt orienterede arbejde.
HPRD har en holdning til de tjeneste-, uddannelses-, karriere- og lønvilkår, der skal gælde for alt personel af reserven, men er kun berettiget til at forhandle løn for officerer af reserven. Organisationen er bl.a. repræsenteret i de såkaldte Personel af Reserven Udvalg (PARU) som findes ved alle Forsvarets myndigheder. Her mødes arbejdsgiver og arbejdstager for at drøfte forhold vedrørende den relevante myndighed, f.eks. i kommandoerne.;
- FPS - Forsvarsministeriets Personalestyrelse
- HKO - Hærkommandoen
- SVK - Søværnskommandoen
- FLK - Flyverkommandoen
- FSK - Forsvarets Sanitetskommando
- FAK - Forsvarsakademiet

Internationalt samarbejde
Lignende organisationer findes i USA (Reserve Officers Association), Storbritannien (Reserve Forces and Cadets Association), Frankrig, Belgien m.fl. og er organiseret i en international sammenslutning af reserveofficerer kaldet CIOR - Interallied Confederation of Reserve Officers som HPRD også er medlem af.
Medlemsbladet RESERVEN
HPRD udgiver fire gange om året medlemsbladet RESERVEN Arkiveret 22. april 2021 hos  Wayback Machine. Bladet har et oplag på 2.500 eksemplarer og behandler udelukkende emner der har at gøre med Forsvaret og tjenestegørende reservisters rolle heri. Det første danske reserveofficersblad, "Militær Tidende", blev udgivet hver fjortende dag fra 1891 til 1903 af "Foreningen af Officerer uden for aktiv Tjeneste", som ligeledes er den ældste reserveofficersforening i Danmark. Bladet behandlede ligesom RESERVEN udelukkende emner der vedrørte danske reserveofficerer.
Feltsport
Foreningen var i de tidlige år initiativtager til et styrket idrætssamarbejde med Norge, Finland og særligt Sverige, og bragte således orienteringsløbet og stationær kortlæsning til Danmark. Feltsport spiller den dag i dag en vigtig rolle i foreningen.

## Hæderstegn
Reserveofficersforeningen i Danmarks Hæderstegn (R.O.Ht.) er indstiftet den 27. april 1950 efter at have opnået Hans Majestæt Kong Frederik den IX's approbation den 22. februar 1950.:98 Hæderstegnet må bæres til uniform uden særlig tilladelse.
Op til 1. april 1967 blev der uddelt blot 82 hæderstegn, hvor der de senere år er blevet tildelt 5-10 om året. Pr. 31. december 1990 er der tildelt i 271 hæderstegn, og pr. 1. april 2020 er der tildelt i alt 347 hæderstegn. H.K.H Prins Henrik har i sin tid som protektor for foreningen ofte været den, som overrakte hæderstegnene til modtagerne.
Hæderstegnet uddeles årligt til personer der har gjort en særlig indsats for Reserven som helhed og HPRD i særdeleshed. Et af HPRD særligt nedsat honnørudvalg afgør hvem, der er værdige til at modtage hæderstegnet. Hæderstegnet tilbageleveres efter modtagerens død til foreningen, hvorefter de tilbageleverede tegn uddeles på ny. Hvert hæderstegn har med sit unikke matrikelnummer derfor også sin egen unikke proveniens.
Modtagere af hæderstegnet tæller foruden den første modtager af hæderstegnet, H.M. Kong Frederik 9., og vores tidligere regent H.M. Dronning Margrethe 2., generalløjtnant Bjørn Bisserup, general Knud Bartels, generalmajor Stig Østergaard Nielsen (de), brigadegeneral-R Christian Herskind, generalløjtnant Per Ludvigsen, major-R Jeppe P. Trautner, orlogskaptajn-R Michael Linden-Vørnle, major-R Hans Henrik Algreen-Ussing, Forsvarschef Hans Jesper Helsø m.fl.
I 2022 modtog H.K.H Kronprinsesse Mary hæderstegnet.
Hæderstegnet består af et 50 x 33 mm emaljeret tegn i forgyldt sølv, der er samlet af tre stykker, der herefter er loddet sammen. Tegnet fremstilles af kgl. hofjuvelererfirma Peter Hertz.
"Hæderstegnet fremtræder som et sværd, på hvis klinge en officersringkrave, model 1767, med “det danske våben”, som det er udformet og gengivet i værnsmærket, hviler. Sværd og ringkrave er omgivet af en krans af egeløv."

## Tidligere Formænd
- Major-R Jesper Trommer Volf 2019 – 2023
- Oberstløjtnant-R Jan Hjortshøj 2018 – 2019
- Orlogskaptajn-R Maria Vang Knudsen 2015 – 2018
- Oberstløjtnant-R Jan Hjortshøj 2013 – 2015
- Oberstløjtnant-R Birger Kjer Hansen 2009 – 2013
- Major-R Karsten Heiselberg 2003 – 2009
- Stabslæge af 2. grad-R Bent Christensen 1996 – 2003
- Oberstløjtnant-R Jens Sejer Sørensen 1991 – 1996
- Major-R Sven A. Blomberg 1985 – 1991
- Oberstløjtnant-R Henrik Wedell-Wedellsborg 1977 – 1985
- Oberstløjtnant-R Ivan H. Hermansen 1968 – 1977
- Oberstløjtnant-R C.C.B. Scavenius 1961 – 1968[16]
- Oberstløjtnant-R Robert Jørgensen 1947 – 1961
- Kaptajn-R E. Erik Swane Lund (en) 1944 – 1947
- Oberstløjtnant-R H.E.E. Koch 1932 – 1939
- Oberstløjtnant-R O.H. Winkel 1926 – 1932
- Oberstløjtnant-R F.E.C.E. Lantow 1923 – 1926
- Oberstløjtnant-R J.V.V. Hermansen 1920 – 1923